# Природњачки музеј у Бечу
Природњачки музеј је један од највећих светских музеја те врсте у центру Беча на Рингштрасе преко пута музеја историје уметности. Музеј је настао из збирке Hof-Naturalien-Cabinet, коју су основали Хабзбурговци у 18. веку и чували у Хофбургу.

## Карактеристика музеја
Природњачки музеј у својих 39 изложбених сала има хиљаде експоната који показују богатство живота на земљи, од драгоцених минерала, ретких фосилних налаза великих диносауруса до јединствене праисторијске Венере од Вилендорфа на мезанину. Цео први спрат посвећен је огромној разноликости животињског света на земљи.
У депоима музеја чува се око 25 милиона примерака биљних и животињских врста и људских артефаката, које обрађује више од 60 запослених научника. Њихове главне области истраживања покривају широк спектар тема, од самог почетка нашег Сунчевог система до еволуције животиња и биљака и коначно људи и њихових праисторијских традиција и обичаја.
Музеј својим посетиоцима нуди стручно вођење, изложбе и радионице на различите теме.

## Историјат изградње зграде и оснивања музеја
Идеја о оснивању музеја и изградњи посебне палате за ту намену појавила се још 1857. године . када су срушени бедеми око центра града и када је на њиховом месту почела да се гради Рингштрасе, али је прошло још десет година док је 1867. коначно расписан тендер за изградњу музејских палата за Природњачки музеј и суседни Музеј историје уметности.
На конкурсу су учествовали најпознатији бечки архитекти тог времена, пошто се жири месецима није могао сложити око победника конкурса, 1868. За консултанта је позван немачки архитекта Готфрид Земпер, тадашњи стручњак за изградњу музеја.
На крају је интервенисао и сам цар Франц Јозеф I који је одлучио да Земпер изради коначне планове извршења обе палате на основу идејног пројекта барона Карла Хасенауера.
Земпер је замислио две симетричне необарокне музејске палате наспрам царске палате Хофбург и великог трга Хелденплац. Између палата поставио је велики трг Марије Терезије Плац са монументалним спомеником царице Марије Терезије . Музејске зграде остале су онакве какве их је замишљао Хасенауер, као палате са великим унутрашњим двориштем и централним трактом, над којим се уздиже велика купола висока 60 м. Овај монументални простор је улаз у музеј. Радови на зградама музеја почели су 1871. и завршени су двадесет година касније када је музеј отворен за јавност 10. августа 1889.